# Colección de oro
Colección de oro es el primer álbum recopilatorio de la cantante Colombiana Shakira, un álbum (El cual es prácticamente un relanzamiento de su primer álbum oficial Pies descalzos) para dar a conocer a los nuevos oyentes, una época en el que la compositora hacía talentosos temas comenzados a sonar a través de América Latina con canciones románticas y reflexiones personales sobre la vida por la mitad de década de los 90. Después de que irrumpiera en el panorama mundial como una sensación adolescente con su primer trabajo discográfico en inglés, titulado Laundry Service (Servicio de lavandería para los países hispanoparlantes), Colección de oro abarca 11 canciones comenzando con el hit latino “Estoy aquí”, incluyendo una balada nostálgica llamada “Antología”, la canción reggae "Un poco de amor", una canción acústica bien producida de amor titulada “Quiero”, y el hit de rock "Pies descalzos, sueños blancos de su álbum Pies descalzos lanzado en 1996.

## Lista de canciones
| Edición estándar |                                         |                                      |          |  |
| N.º              | Título                                  | Escritor(es)                         | Duración |  |
| 1.               | «Estoy aquí»                            | Shakira Mebarak, Luis Fernando Ochoa | 3:55     |  |
| 2.               | «Antología»                             | Shakira, Ochoa                       | 4:18     |  |
| 3.               | «Un poco de amor» (con Howard Glasford) | Shakira, Ochoa                       | 4:04     |  |
| 4.               | «Quiero»                                | Shakira, Ochoa                       | 4:12     |  |
| 5.               | «Te necesito»                           | Shakira, Ochoa                       | 4:06     |  |
| 6.               | «Vuelve»                                | Shakira, Ochoa                       | 3:57     |  |
| 7.               | «Te espero sentada»                     | Shakira, Ochoa                       | 3:27     |  |
| 8.               | «Pies descalzos, sueños blancos»        | Shakira, Ochoa                       | 3:28     |  |
| 9.               | «Pienso en ti»                          | Shakira, Ochoa                       | 2:28     |  |
| 10.              | «¿Dónde estás corazón?»                 | Shakira, Ochoa                       | 3:54     |  |
| 11.              | «Se quiere, se mata»                    | Shakira, Ochoa                       | 3:41     |  |
| 39:23            |                                         |                                      |          |  |

## Créditos y Personal
Créditos adaptados de Allmusic 
- Álvaro Farfán - Dirección
- Andrea Piñeros - Coros
- Camilo Montilla - Piano
- Eusebio Valderrama - Trompeta
- Felipe Dothe - Diseño Gráfico
- Howard Glassford - Guitarra, Voz
- Javier Hincapié - Diseño gráfico
- José Gaviria - Coros
- Juan Antonio Castillo - Mezcla
- Luis Fernando Ochoa - Productor Artístico, Bajos, Compositor, Coros, Guitarra (Acústica), Guitarra (Eléctrica), Armónica, Teclados, Mezcla, Órgano (Hammond), Percusión, Productor, Programación
- Luly Deya - Ingeniero Asistente
- Michael Fuller - Masterización
- Miguel Ángel Velandia - Fotografía
- Nacho Pilonieta - Bajo Sexto
- Patricia Bonilla - Fotomontaje, Fotografía
- Samuel Torres - Percusión
- Shakira - Compositora, Artista Principal, Voz
- Shakira Mebarak - Compositor, Coros, Productor
- Victor DiPersia - Ingeniero, Mezcla

## Detalles del lanzamiento
| País | Fecha              | Sello                | Formato | Catálogo |
| 2002 | Sony International | CD, descarga digital | 84958   |          |